# Scott Coffey
Scott Coffey (Honolulu, 1º maggio 1964) è un attore e regista statunitense.
Ha recitato in molti film di successo tra cui Strade perdute, High School Musical e Mulholland Drive.

## Biografia

### Carriera
A sedici anni col denaro guadagnato recitando ha visitato l'Europa. Ispirato dal film di Bertolucci La luna ha sentito il bisogno di visitare Roma, seguita da Parigi e Budapest. Ancora giovane ebbe dei ruoli in vari film tra cui C'era una volta in America. Mentre era sul set di Cristoforo Colombo fu contattato dalla William Morris Agency e si spostò a New York dove cominciò a studiare recitazione ed ebbe una parte nello spettacolo It's All Talk. Dopo un anno si trasferì a Los Angeles per proseguire la sua carriera cinematografica.
Come regista ha diretto il film Ellie Parker che ha vinto il New American Cinema Special Jury Prize al Seattle International Film Festival.

### Vita privata
Coffey è nato e cresciuto a Honolulu dove ha cominciato a recitare nella Hawaii Performing Arts Company. Attualmente vive a Brooklyn con il suo compagno Blair Mastbaum. È molto amico di David Lynch (con cui ha recitato in molti film) e Naomi Watts.

## Filmografia

### Attore

#### Cinema
- I predatori dell'anno Omega (Warrior of the Lost World), regia di David Worth (1983)
- Il peccato di Lola, regia di Bruno Gaburro (1984)
- C'era una volta in America (Once Upon a Time in America), regia di Sergio Leone (1984) (non accreditato)
- Space Camp - Gravità zero (Space Camp), regia di Harry Winer (1986)
- Una Pazza Giornata Di Vacanza (Ferris Bueller's Day Off), regia di John Hughes (1986)
- Un meraviglioso batticuore (Some Kind of Wonderful), regia di Howard Deutch (1987)
- Scuola di zombi (Zombie High), regia di Ron Link (1987)
- Il grande regista (The Big Picture), regia di Christopher Guest (1989)
- Le ragazze vogliono solo divertirsi (Shag), regia di Zelda Barron (1989)
- Cuore selvaggio (Wild at Heart), regia di David Lynch (1990) (scene tagliate)
- Shout, regia di Jeffrey Hornaday (1991)
- Maledetta ambizione (The Temp), regia di Tom Holland (1993)
- Fusi di testa 2 - Waynestock (Wayne's World 2), regia di Stephen Surijk (1993)
- Incubo d'amore (Dream Lover), regia di Nicholas Kazan (1993)
- Tank Girl, regia di Rachel Talalay (1995)
- The Disappearance of Kevin Johnson, regia di Francis Megahy (1996)
- Strade perdute (Lost Highway), regia di David Lynch (1997)
- Mulholland Drive (Mulholland Dr.), regia di David Lynch (2001)
- Never Date an Actress, regia di David Baer – cortometraggio (2001)
- Rabbits, regia di David Lynch – cortometraggio (2002)
- Ellie Parker, regia di Scott Coffey (2005)
- Inland Empire - L'impero della mente (Inland Empire), regia di David Lynch (2006) (voce)
- Normal Adolescent Behavior, regia di Beth Schacter (2007)
- Il mondo degli adulti (Adult World), regia di Scott Coffey (2013)

#### Televisione
- Cristoforo Colombo (Christopher Columbus) – miniserie TV (1985)
- Hotel – serie TV, episodio 3x17 (1985)
- Autostop per il cielo (Highway to Heaven) – serie TV, episodio 2x23 (1986)
- Storie incredibili (Amazing Stories) – serie TV, episodio 2x08 (1986)
- MacGyver – serie TV, episodio 2x12 (1987)
- Ai confini della realtà (The Twilight Zone) – serie TV, episodi 2x15-2x16-2x17 (1987)
- Paradise – serie TV, episodio 1x03 (1988)
- Brillantina (The Outsiders) – serie TV, 6 episodi (1990)
- SeaQuest - Odissea negli abissi (SeaQuest DSV) – serie TV, episodio 1x01 (1993)
- JAG - Avvocati in divisa (JAG) – serie TV, episodio 1x07 (1995)
- Un filo nel passato (Nowhere Man) – serie TV, episodio 1x14 (1996)
- Route 9 – film TV (1998)
- Twin Peaks – serie TV, episodio 1x12 (2017)

### Regista
- Ellie Parker – cortometraggio (2001)
- Ellie Parker (2005)
- Adult World (2013)